# Ana Titlić
Ana Titlić (Gornja Vrba, 13 de junho de 1952) é uma ex-handebolista profissional iugoslava, medalhista olímpica.
Ana Titlić fez parte da geração medalha de prata em Moscou 1980, com 2 partidas.